# Comissão de Recrutamento e Seleção para a Administração Pública (CReSAP)
A Comissão de Recrutamento e Seleção para a Administração Pública (CReSAP) é uma entidade independente em Portugal, estabelecida para fomentar a meritocracia na seleção e recrutamento de posições de liderança significativas na administração pública central, local e regional. Segundo o Decreto-Lei n.º 71/2007, de 27 de março, e a Lei n.º 2/2004, de 15 de janeiro, com as respectivas alterações introduzidas ao longo do tempo, a CReSAP é incumbida de emitir pareceres não vinculativos após avaliar os currículos e a adequação das competências das personalidades indicadas para ocupar: 
- (a) cargos de gestor público ou posições equivalentes, e
- (b) cargos de dirigente superior em casos onde o procedimento concursal tenha ficado deserto.

## Estatuto e Funções
Instituída pela Lei n. 64/2011, de 22 de dezembro, esta comissão representa um esforço para despartidarizar e profissionalizar a administração pública, garantindo um processo de seleção que é tanto transparente quanto fundamentado em competências técnicas e profissionais, com o objetivo último de aperfeiçoar a eficiência e a eficácia do setor público em Portugal.
Consoante a sua estrutura estatutária, a CReSAP opera como uma entidade independente do Governo, não recebendo nem solicitando orientações dos mesmos na prossecução dos seus objetivos. Em sua atuação, a CReSAP responde perante o Parlamento. É responsável por conduzir procedimentos concursais autónomos e isentos para a seleção de cargos como diretores-gerais, subdiretores-gerais, presidentes e vogais de institutos públicos, promovendo a meritocracia e avaliação baseada no mérito e adequação de perfil dos candidatos. 
Embora a CReSAP tenha sido estabelecida para garantir isenção, rigor e independência no processo de recrutamento e seleção, a sua dependência administrativa e logística do Ministério das Finanças tem levantado questões sobre a sua autonomia efetiva. Os procedimentos concursais que regem o recrutamento seguem princípios específicos detalhados no direito administrativo, garantindo a liberdade de acesso ou candidatura, igualdade de tratamento e oportunidades, e uma seleção baseada no mérito.

## Processos de Recrutamento e Seleção
Os processos de recrutamento e seleção conduzidos pela CReSAP estão centrados na identificação de candidatos qualificados para cargos de direção superior de primeiro e segundo grau, seguindo uma metodologia concursal obrigatória estabelecida por lei. A iniciativa para o preenchimento de vagas é tomada pelo membro do governo com poder de direção ou superintendência sobre o serviço ou órgão onde o cargo está integrado.
De acordo com a legislação em vigor, a CReSAP desenvolve uma "short-list" de três candidatos aptos, apresentando-os ao membro governamental competente para nomeação. A escolha final deve ser feita dentro de um prazo de 45 dias após o recebimento da lista, com os cargos de direção superior sendo preenchidos em regime de comissão de serviço por um período de cinco anos, renovável por igual período, sem exceder um total de dez anos consecutivos no mesmo cargo.

## Críticas e Controvérsias
A criação da CReSAP não eliminou a influência política no processo de nomeação de cargos superiores na administração pública. Críticos argumentam que, apesar das intenções meritocráticas da comissão, o processo ainda retém uma considerável dose de partidarização, evidente nas mudanças de cargos políticos conforme a alternância dos partidos no poder. Outra crítica frequentemente levantada é a falta de transparência e de acesso à informação durante as fases de avaliação curricular do processo de seleção, levantando questões sobre a eficácia da CReSAP em mitigar a nomeação política sob uma aparência técnica. Especialistas também apontam para a necessidade de a CReSAP não se restringir ao processo de recrutamento, abrangendo também a avaliação e o acompanhamento constante do desempenho dos dirigentes públicos. Ademais, a falta de estudos sistemáticos que avaliem o verdadeiro impacto da CReSAP é uma lacuna significativa no atual cenário. As análises, até o momento, não fornecem dados concretos que permitam uma avaliação precisa sobre as mudanças instigadas pela comissão na cultura administrativa de Portugal.